# Рютли

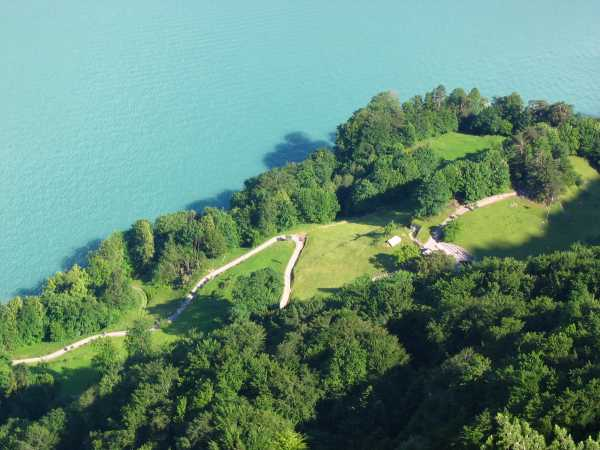
Фотография Рютли

Рютли (нем. Rütli) — отдалённый луг около Фирвальдштетского озера на территории коммуны Зелисберг в кантоне Ури, где по легенде представители трёх коммун Ури, Швиц и Унтервальден (первоначальных кантонов Швейцарии) дали клятву о взаимопомощи и поддержке (Клятву Рютли).
Этот союз в народе считается основанием Швейцарского союза.